# Ірфан Джан Егрібаят
Ірфан Джан Егрібаят (тур. İrfan Can Eğribayat, нар. 30 червня 1998, Сейхан) — турецький футболіст, воротар клубу «Фенербахче».

## Клубна кар'єра
Народився 30 червня 1998 року в місті Сейхан. Вихованець футбольної школи клубу «Аданаспор». Дорослу футбольну кар'єру розпочав 2015 року в основній команді того ж клубу, в якій провів п'ять сезонів, взявши участь у 64 матчах чемпіонату.
Своєю грою за цю команду привернув увагу представників тренерського штабу клубу «Гезтепе», до складу якого приєднався 2020 року. Відіграв за команду з передмістя Ізміра наступні два сезони своєї ігрової кар'єри. Більшість часу, проведеного у складі «Гезтепе», був основним голкіпером команди. У серпні 2022 року перейшов на правах оренди у «Фенербахче».

## Виступи за збірні
2014 року дебютував у складі юнацької збірної Туреччини (U-16), загалом на юнацькому рівні взяв участь у 17 іграх.
Протягом 2018—2020 років залучався до складу молодіжної збірної Туреччини. На молодіжному рівні зіграв у 2 офіційних матчах.

## Статистика виступів

### Статистика клубних виступів
| Сезон             | Команда           | Чемпіонат         | Чемпіонат | Чемпіонат | Національний кубок | Національний кубок | Національний кубок | Континентальні кубки | Континентальні кубки | Континентальні кубки | Інші змагання | Інші змагання | Інші змагання | Усього | Усього | Усього |
| Сезон             | Команда           | Ліга              | Ігор      | Голів     | Ліга               | Ігор               | Голів              | Ліга                 | Ігор                 | Голів                | Ліга          | Ігор          | Голів         | Ігор   | Голів  |        |
| ----------------- | ----------------- | ----------------- | --------- | --------- | ------------------ | ------------------ | ------------------ | -------------------- | -------------------- | -------------------- | ------------- | ------------- | ------------- | ------ | ------ | ------ |
| 2014–15           | «Аданаспор»       | 1Л                | 2         | -2        | КТ                 | 0                  | 0                  |                      | -                    | -                    |               | -             | -             | 2      | -2     |        |
| 2015–16           | «Аданаспор»       | 1Л                | 2         | -3        | КТ                 | 1                  | -1                 |                      | -                    | -                    |               | -             | -             | 3      | -4     |        |
| 2016–17           | «Аданаспор»       | СЛ                | 2         | -4        | КТ                 | 0                  | 0                  |                      | -                    | -                    |               | -             | -             | 2      | -4     |        |
| 2017–18           | «Аданаспор»       | 1Л                | 22        | -30       | КТ                 | 0                  | 0                  |                      | -                    | -                    |               | -             | -             | 22     | -30    |        |
| 2018–19           | «Аданаспор»       | 1Л                | 19        | -23       | КТ                 | 1                  | -3                 |                      | -                    | -                    |               | -             | -             | 20     | -26    |        |
| 2019–20           | «Аданаспор»       | 1Л                | 17        | -27       | КТ                 | 3                  | -6                 |                      | -                    | -                    |               | -             | -             | 20     | -33    |        |
| 2020–21           | «Гезтепе»         | СЛ                | 23        | -27       | КТ                 | 0                  | 0                  |                      | -                    | -                    |               | -             | -             | 23     | -27    |        |
| Усього за кар'єру | Усього за кар'єру | Усього за кар'єру | 87        | -116      |                    | 5                  | -10                |                      | -                    | -                    |               | -             | -             | 92     | -126   |        |

## Титули і досягнення
- Володар Кубка Туреччини (1):

«Фенербахче»: 2022-23